# Jack Kruschen
Jack Kruschen est un acteur canadien né le 20 mars 1922 et mort le 2 avril 2002.

## Filmographie
- 1949 : L'Ange endiablé (Red, Hot and Blue) : Steve
- 1950 : Women from Headquarters : Sam
- 1950 : Voyage sans retour (Where Danger Lives) de John Farrow : Cosey - Ambulance Driver
- 1950 : La porte s'ouvre (No Way Out)
- 1950 : Gambling House : Burly Italian Immigrant
- 1951 : Cuban Fireball : Lefty
- 1951 : Le Môme boule-de-gomme (The Lemon Drop Kid) de Sidney Lanfield et Frank Tashlin : Muscleman
- 1951 : Deux Nigauds chez les barbus (Comin' Round the Mountain) : Gangster in Night Club
- 1951 : Le peuple accuse O'Hara (The People Against O'Hara) : Detective
- 1951 : Meet Danny Wilson : Drunken Heckler
- 1952 : Confidence Girl : Detective Sergeant Quinn
- 1952 : Just Across the Street : Bit Part
- 1952 :  Shadow in the Sky (en) de Fred M. Wilcox : Intern
- 1952 : Le Miracle de Fatima (The Miracle of Our Lady of Fatima) : Sidonio
- 1952 : Tropical Heat Wave : Stickey Langley
- 1953 : Ma and Pa Kettle on Vacation : Jacques Amien
- 1953 : Deux Nigauds chez Vénus (Abbott and Costello Go to Mars) de Charles Lamont : Harry
- 1953 : Fast Company : Doc - Poker Player
- 1953 : Meurtre prémédité (A Blueprint for Murder) d'Andrew L. Stone : détective Lt. Harold Y. Cole
- 1953 : La Guerre des mondes (The War of the Worlds) de Byron Haskin : Salvatore
- 1953 : Un galop du diable (Money from Home) : Short Boy
- 1953 : La Roulotte du plaisir (The Long, Long Trailer) de Vincente Minnelli : Mechanic
- 1954 : The Great Diamond Robbery : Cafe Counterman
- 1954 : Une femme qui s'affiche (It Should Happen to You) : Joe, Billboard Painter
- 1954 : Tennessee Champ : Andrews, Fight Promoter
- 1954 : Untamed Heiress : Louie
- 1955 : Carolina Cannonball : Hogar
- 1955 : Dial Red O : Lloyd Lavalle
- 1955 : Le Rendez-vous de Hong Kong (Soldier of Fortune) : Austin Stoker, Lee's assistant
- 1955 : Nuit de terreur (The Night Holds Terror) : Detective Pope
- 1956 : The Benny Goodman Story : « Murph » Podolsky - riverboat band Mgr.
- 1956 : The Steel Jungle : Truckdriver Helper
- 1956 : Faux-monnayeurs (Outside the Law) : Agent Phil Schwartz
- 1956 : Le Diabolique M. Benton (Julie) : Det. Mace
- 1957 : Badlands of Montana : Cavalry Sergeant
- 1957 : Reform School Girl (en) d'Edward Bernds :  M.. Horvath
- 1957 : Hear Me Good : Gaffer
- 1958 : Cri de terreur (Cry Terror!) : F.B.I. Agent Charles Pope
- 1958 : Tonnerre sur Berlin (Fräulein) de Henry Koster : Sgt. Grischa
- 1958 : The Decks Ran Red : Alex Cole
- 1958 : Les Boucaniers (The Buccaneer) : Hans
- 1959 : The Jayhawkers! : Cattleman
- 1959 : Un matin comme les autres (Beloved Infidel) : Beach Bum
- 1959 : Un mort récalcitrant (The Gazebo) : Chauffeur de taxi
- 1959 : La Planète rouge (The Angry Red Planet) : CWO Sam Jacobs
- 1960 : The Last Voyage : Chief Engineer Pringle
- 1960 : La Garçonnière (The Apartment) : Dr. Dreyfuss
- 1960 : Le Dingue du palace (The Bellboy) de Jerry Lewis : Jack E. Mulcher, président de Paramount Pictures
- 1960 : Les Sept Chemins du couchant (Seven Ways from Sundown) : Beeker
- 1960 : Blue Jeans 1920 (Studs Lonigan) : Charlie le Grec
- 1960 : Ces folles filles d'Ève (Where the Boys Are) : Max - Cafe Counterman
- 1961 : Le Tombeur de ces dames (The Ladies Man) : Graduation Emcee Professor
- 1961 : Un pyjama pour deux (Lover Come Back) : docteur Linus Tyler
- 1962 : Le Shérif de ces dames (Follow That Dream) : Carmine
- 1962 : Les Nerfs à vif (Cape Fear) : Attorney Dave Grafton
- 1962 : Convicts 4 de Millard Kaufman : Resko's Father
- 1963 : Le Grand McLintock (McLintock!) : Jake Birnbaum
- 1964 : La Reine du Colorado (The Unsinkable Molly Brown) : Christmas Morgan
- 1965 : Dear Brigitte : Docteur Volker
- 1965 : Harlow : Louis B. Mayer
- 1967 : Les Détraqués (The Happening) d'Elliot Silverstein : l'inspecteur
- 1967 : Opération Caprice (Caprice) : Matthew Cutter
- 1968 : Istanbul Express (de), téléfilm de Richard Irving : Granicek
- 1971 : The Million Dollar Duck : Doctor Gottlieb
- 1973 : Match dangereux (Série TV: Columbo) : Tomlin Dudek
- 1974 : Freebie and the Bean : Red Meyers
- 1976 : Guardian of the Wilderness : Madden
- 1977 : Satan's Cheerleaders : Billy the Janitor
- 1979 : Sunburn, coup de soleil (Sunburn) de Richard C. Sarafian : Gela
- 1981 : La Petite Maison dans la prairie (The House on the Prairie) (Série TV) saison 8, épisode 6 (Le grand Gambini (Gambini The Great) ) : Gambini
- 1981 : Under the Rainbow de Steve Rash : Louie
- 1981 : Legend of the Wild
- 1983 : Money to Burn : Pops
- 1984 : Cheaters
- 1990 : Penny Ante: The Motion Picture : Isadore (Izzy) Perlman
- 1997 : L'Amour de ma vie : M.. Katz